# Гелвуя
Гелвуя (на иврит: הַגִּלְבֹּעַ, Гилбоа; на арабски: جلبوع, Джалбу) е планина на границата между Израел и Палестина, част от Юдейските планини.
Представлява хребет с дължина 17 километра и височина 496 метра, ограничаващ от североизток хълмовете на Самария, отделяйки ги от Изреелската долина на север и Йорданската долина на югоизток. Гелвуя се споменава на няколко места в Библията, включително като мястото, където загива в битка цар Саул.[1Цар. 31:1 – 6]